# Alima (rivier)
De Alima is een zijrivier van de Kongo in Congo-Brazzaville. De rivier ontstaat uit de samenvloeiing van twee stromen: de Dziélé en de Lékéti, bij de gelijknamige plaats Lékéti. De plaatsen Okoyo, Boundji en Oyo liggen aan de rivier. Lékéti en Oyo hebben ook havens aan de rivier, waar gehandeld wordt in vis. 